# ملعب غران كاناريا
ملعب غران كاناريا (بالإسبانية: Estadio de Gran Canaria)‏ ملعب كرة قدم يقع في مدينة لاس بالماس عاصمة مقاطعة لاس بالماس الواقعة في جزر الكناري الإسبانية، هو الملعب الخاص لنادي لاس بالماس الذي يلعب في الدوري الإسباني، تم افتتاح الملعب سنة 2003 في مباراة جمعت ناديَ لاس بالاماس ورويال أندرلخت البلجيكي، أصبح الملعب بديلا عن ملعب نادي لاس بالماس السابق ملعب إنسولر منذ ذلك التاريخ، يتسع الملعب إلى 32,150 متفرج.